# Tshonyis Dontso Chu
Tshonyis Dontso Chu, Chinees: Shuanghu Tebie Qu is een speciaal district in de prefectuur Nagchu in de Tibetaanse Autonome Regio, China. Tshonyis Dontso Chu was een speciaal district tot 2013. Tshonyi is Tibetaans voor meer; tshonyi's - in dit geval - voor twee meren.

## Geografie en klimaat
Tshonyis Dontso Chu heeft een oppervlakte van 116.637 km² en in 1999 telde het 9700 inwoners. De gemiddelde hoogte is 4800 meter.
De hoogste berg is de Zaqungngoma op 6304 meter. Er zijn talrijke meren, waaronder de Doge Tshoring Tsho met een oppervlakte van 256 km² op een hoogte van 4788 meter en de Yagken Tsho op een hoogte van 4978 meter.
Het klimaat is extreem stormachtig, koud en droog en het landschap is half woestijn half grasland. De lucht bevat in grote delen van het gebied te weinig zuurstof voor mensen en de winter duurt extreem lang. Gemiddeld zijn er 2628 zonne-uren en valt er 150 mm neerslag per jaar.

## Economie
In Nyima wordt goud, boor, zout, tin, chroom, olie, ijzer, jade, mica, amethist en meer mineralen gewonnen.
De begrazing door jaks en schapen en geiten zijn de belangrijkste inkomstenbronnen binnen de veeteelt in het gebied.